# Ship Arriving Too Late to Save a Drowning Witch
Ship Arriving Too Late to Save a Drowning Witch je studiové album amerického rockového kytaristy a zpěváka Franka Zappy, vydané v roce 1982 u jeho vydavatelství Barking Pumpkin Records.

## Track listing
| Strana 1 | Strana 1            | Strana 1 |
| Pořadí   | Název               | Délka    |
| -------- | ------------------- | -------- |
| 1.       | No Not Now          | 5:50     |
| 2.       | Valley Girl         | 4:49     |
| 3.       | I Come from Nowhere | 6:13     |

| Strana 2 | Strana 2            | Strana 2 |
| Pořadí   | Název               | Délka    |
| -------- | ------------------- | -------- |
| 1.       | Drowning Witch      | 12:03    |
| 2.       | Envelopes           | 2:46     |
| 3.       | Teen-Age Prostitute | 2:43     |

## Sestava
- Frank Zappa – sólová kytara, zpěv
- Steve Vai – kytara
- Ray White – rytmická kytara, zpěv
- Tommy Mars – klávesy
- Bobby Martin – klávesy, saxofon, zpěv
- Ed Mann – perkuse
- Scott Thunes – baskytara
- Arthur Barrow – baskytara
- Patrick O'Hearn - baskytara
- Chad Wackerman – bicí
- Roy Estrada – zpěv
- Ike Willis – zpěv
- Bob Harris – zpěv
- Lisa Popeil – Vzpěv
- Moon Unit Zappa – zpěv